# Francisco Reyero
Francisco González Reyero (León, c. 15 de junio de 1784-Burgos, 8 de julio de 1866), habitualmente conocido como Francisco Reyero, fue un compositor y maestro de capilla español.

## Vida
Francisco González Reyero nació en León, en la provincia de León y fue bautizado en la parroquia de San Martín de la ciudad. Fue más conocido como Francisco Reyero, nombre con el que incluso llegó a firmar. Su primera formación musical pudo ser en la Catedral de León, cuya documentación da a entender que Reyero tuvo algún cargo en la capilla musical sin que se puede concretar más.
Con 29 años, el 27 de octubre de 1813, ganó por mayoría de votos el cargo de maestro de capilla de la Catedral de Zamora y el día 30 tomó posesión del cargo. En 1817 se presentó a las oposiciones al magisterio de la Catedral de Oviedo, pero sin éxito. Seis años después de conseguir su cargo en Zamora se desplazó a Lugo tras ganar las oposiciones del magisterio el 3 de junio de 1818. En la Catedral de Lugo fue nombrado canónigo el 16 de septiembre, ya que el magisterio iba unido al canonicato. En Lugo tuvo problemas con el cabildo que escaló hasta el punto en que el cabildo le prohibió ocupar la silla del coro alto que le correspondía por su cargo cada vez que la capilla de música no actuase por su culpa.
En 1824 trató de conseguir sin éxito el magisterio de la Catedral de Santiago de Compostela. En 1832 ganó la plaza del magisterio de la Catedral de Burgos, frente a otros siete maestros, algunos de prestigio, entre los que se contaba Ramón Cuéllar. Fue nombrado para el cargo el 4 de marzo de 1833, aunque no tomó posesión hasta el 7 de mayo de 1833, debido a una enfermedad que lo mantuvo en Lugo. Permanecería en el cargo 30 años, hasta su fallecimiento.
En Burgos dispuso de una capilla de músicos excelentes, entre los que se contaban los organistas Cándido Eznarriaga y Ciriaco Olave, el bajonista Mariano Tafall y los coristas Agapito Sancho, Evaristo García Torres y Wenceslao Fernández. Estuvo muy activo en el cargo, introduciendo numerosas mejoras, realizando los exámenes necesarios para el ingreso de nuevos músicos y ocupándose de otras actividades habituales. Y todo esto a pesar de sus problemas de salud, que fueron empeorando hacia el final de su vida. A partir de 1861 ya había tenido que sustituirlo en diversas ocasiones el organista Agapito Sancho. Fallecería el 8 de julio de 1866, quedando Sancho de maestro interino hasta la llegada de Enrique Barrera en 1867.

## Obra
En la catedral de León se conservan varias obras suyas, la más antigua de las cuales está fechada en 1795, es decir, debió componerla a la edad de once años. Dejó numerosas obras en las catedrales en las que estuvo activo.
En su testamento solicitaba que:

Siendo bastante numerosas las obras de música de mi pertenencia, y habiendo entre ellas algunas, que también son mías, que han tenido y tienen uso en la capilla de esta santa iglesia, quiero que mis herederos se valgan de alguno de mis adelantados discípulos para que las separen de mis obras y las coloquen en el archivo de música de dicha iglesia para que puedan servir al mejor culto de Dios.